# Pedicularis laxiflora
Pedicularis laxiflora là loài thực vật có hoa thuộc họ Cỏ chổi. Loài này được Franch. mô tả khoa học đầu tiên năm 1900.